# Centro studi archeologia africana
Il Centro studi archeologia africana è un centro di studio specializzato sull'archeologia africana in Italia.
È sorto nel 1986 su iniziativa si un gruppo di studiosi e appassionati dell'archeologia del continente africano e di Lidia Cicerale, presidente onorario del centro. Il centro ha sede a Milano, dal 1993 presso il Museo civico di storia naturale.
Il centro si occupa di archeologia, etno-archeologia, antropologia e storia della conoscenza antica dell'Africa; produce e sostiene spedizioni, pubblicazioni, mostre, conferenze, incontri, tavole rotonde e convegni. Possiede una biblioteca specialistica aperta al pubblico, una fototeca e una raccolta di materiale cartotecnico e di stampe antiche sull'Africa; la biblioteca è in deposito presso la biblioteca del Museo di storia naturale.

## Missioni di ricerca archeologica
Le missioni di ricerca realizzate dal centro sono:
- in Niger Teguidat'n Tagait - Agadez (1986-1988)[4];
- in Mali Taouardei - Gao (1983-1990);
- in Eritrea (1993-1995);
- in Togo, area Evhé - Ouatchi (2000-2004) e Regione delle Savane (2003-2004);
- in Ghana, Regione del basso Volta (2004-2010).

## Pubblicazioni
Tra il 1988 e il 1991 il centro ha pubblicato cinque numeri della rivista Archètipo. Dal 1995 pubblica il periodico Archeologia africana. Saggi occasionali che pubblica anche alcuni degli interventi presentati all'interno delle conferenze organizzate dallo stesso centro.

## Convegni e conferenze
Il centro organizza regolarmente conferenze, incontri e tavole rotonde.
Nel 1998 ha promosso il settimo convegno internazionale euroafricano del CIRSS sugli antichi manoscritti del Sahara e del Sahel e nel 1990 un convegno sull'arte e l'ambiente nel Sahara preistorico. Il centro ha anche organizzato cicli di conferenze su specifici temi: "Le nuove letterature dell'Africa nera" (1989), "Storia dell'Africa e storia sull'Africa" e "Una letteratura in bianco e nero: il Sud Africa" e "Dall'archeologia all'arte tradizionale africana" (1991), La religione della sete: l'uomo e l'acqua nel Sahara (1992) e Cavalieri dell'Africa: storia, iconografia, simbolismo (1994).

## Mostre
Dal 1987 il Centro studi archeologia africana organizza mostre. Le mostre presentano i risultati delle missioni di ricerca o esplorano accompagnate da studi e pubblicazioni aspetti dell'archeologia africana. In particolare a partire dal 2006 viene organizzata una serie di esposizioni organizzate dalla Compagnia delle perle del CSAA. 
- Niger 86: viaggio nella preistoria (1987)[13].
- Nobili o selvaggi? L'immagine dell'Africa nera e degli africani nelle illustrazioni europee dal Cinquecento al Settecento (1987)[14].
- Sulle orme dei dinosauri (1988)
- Taouardei: memoria di antichi cavalieri del Sahara (1989)[15].
- Il campo dei segni: territori funzionali e metafisici di culture africane (1990)[16].
- Forti e Castelli di tratta: storia e memoria di antichi insediamenti europei sulle coste dell'Africa nera (1990)[17].
- Foto degli anni trenta di Lyn Acutt realizzate nello Zululand (Sudafrica).
- Lo sguardo dell'altro: fotografi europei, storie africane (1991).
- Biblioteche del deserto (1998).
- Bamanaya: un'arte di vivere in Mali (1998)[18].
- Eritrea: territorio d'arte rupestre (1999)[19].
- Evhé - Ouatchi: un'estetica del disordine (2004)[20].
- Africa terra incognita (2005)[21].
- Mostra a Cape Coast, Ghana "Travels to mysterious Africa"  (28.11.2007 - 28.2.2008) Mostra di immagini e testi antichi tratti da pubblicazioni europee dal XVI al XVIII secolo.
- Mostra alla Casa delle culture del mondo, Milano "Vedere e non riconoscere: l'Africa nell'immaginario europeo tra XVI e XVIII secolo" (9 - 18.10.2009).
- Mostra al Museo degli Sguardi, Rimini "nel nome di Mami Wata, 'sirena' del vodu" (30.10.2010 - 6.3.2011)[22].

Le esposizioni organizzate dalla "Compagnia delle perle" del CSAA sono
- Perline dal mondo (2006). La prima iniziativa pubblica della Compagnia delle perle del CSAA.
- Mostra ad Accra, Ghana "Trade beads: from Venice to the Gold Coast"  (24.10.2007 - 24.1.2008). Mostra organizzata dalla Compagnia delle perle del CSAA e dal Museo di Storia Naturale di Milano[23].
- Perle di Venezia per l'Occidente e per l'Africa. Due estetiche a confronto (2008).
- Perle d'Africa - da Venezia al Mondo (2009)[24].
- Gioielli dalla natura (2010).
- Il bello del riciclo - Gioielli in materiali riciclati (2011).